# Kira Yoshinaka

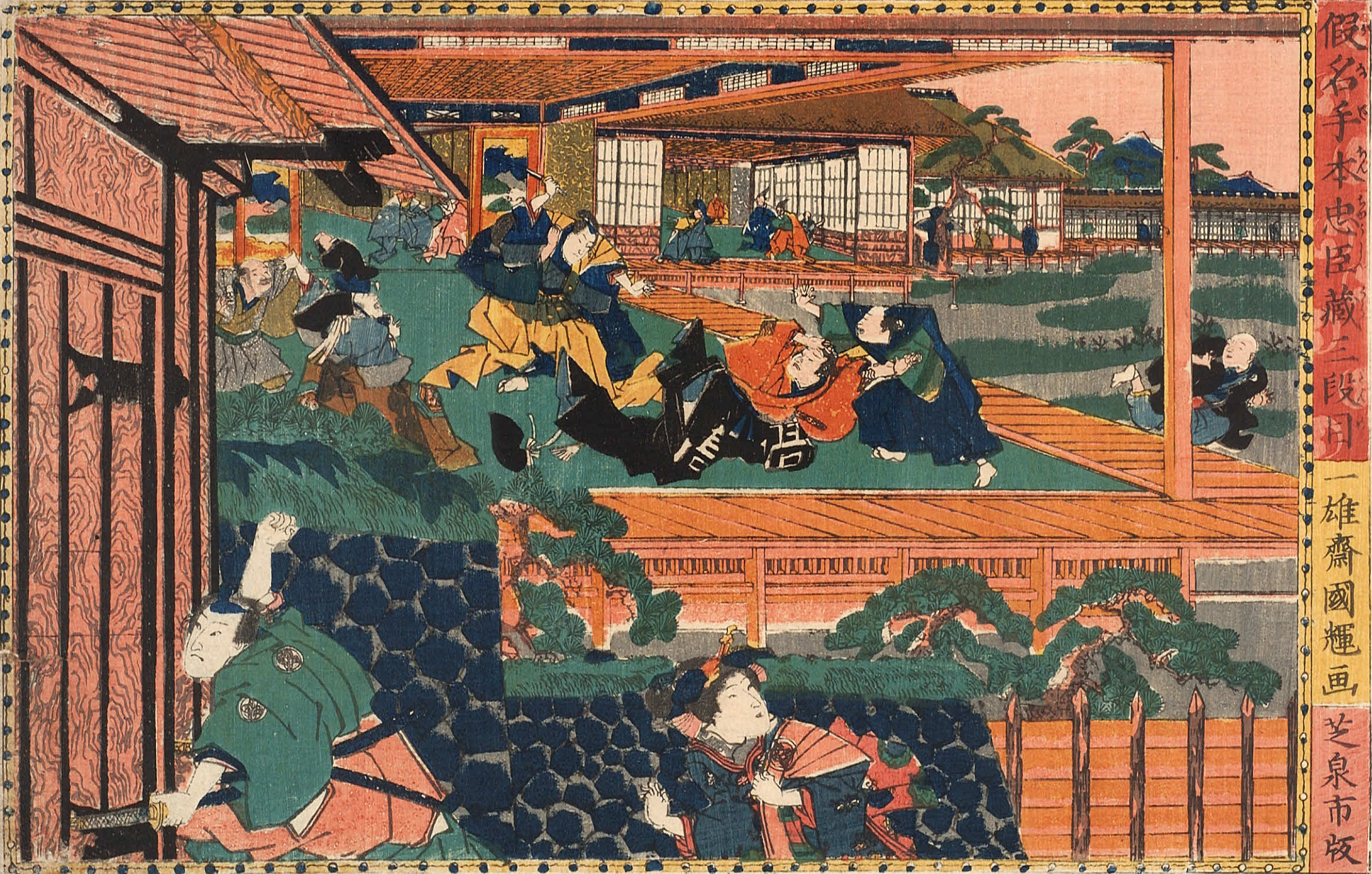
Ukiyo-e representando el asalto de Asano Naganori a Kira Yoshinaka en el castillo de Edo.

Kira Yoshinaka (吉良 義央, 5 de octubre de 1641 – 30 de enero de 1703) fue un kōke (maestro de ceremonias) en el Japón feudal. Su título de la corte fue Kōzuke no suke (上野介). Es famoso por ser el adversario de Asano Naganori en los eventos de los 47 ronin.

## Controversia sobre su nombre
Aunque su nombre (義央) haya sido por mucho tiempo pronunciado como "Yoshinaka", sobre todo en dramas y novelas; Ekisui Rembeiroku (易水連袂録), escrito por un anónimo en 1703 recuerda que su verdadero nombre es "Yoshihisa". Recientes hallazgos de su Kaō (Firma) escrita con su propia letra en el templo Kezō (華蔵寺) confirman que su verdadero nombre debería leerse como  "Kira Yoshihisa."
- Datos: Q3132109
- Multimedia: Kira Yoshihisa / Q3132109